# 井口泰泉
井口泰泉（いぐち たいせん、1951年- ）は、日本の生物化学者、基礎生物学研究所名誉教授。

## 人物・来歴
岡山県生まれ。1974年岡山大学理学部生物学科卒、76年同大学院理学研究科修士課程修了、1981年「出生直後の雄性ホルモン処理によるマウス膣上皮の不可逆的変化に関する研究」で東京大学理学博士。1986年横浜市立大学文理学部助手、87年助教授、92年教授、2000年岡崎国立共同研究機構綜合バイオサイエンスセンター教授、2015年横浜市立大学生命ナノシステム科学研究科(八景キャンパス) 特任教授。2000年基礎生物学研究所教授（併任）、2016年基礎生物学研究所名誉教授。
環境ホルモンの研究で知られる。

## 著書
- 『生殖異変 環境ホルモンの反逆』かもがわ出版, 1998.5
- 『環境ホルモンを考える』岩波科学ライブラリー 岩波書店, 1998.9
- 『環境ホルモンと野生動物の異変 21世紀の地球環境を守ろう』 (新健康教育シリーズ 写真を見ながら学べるビジュアル版) 少年写真新聞社, 2001.8

### 共編著
- 『環境ホルモンと日本の危機』小島正美共著. 東京書籍, 1998.8
- 『環境ホルモン 人類の未来は守られるか』高杉暹共編. 丸善ライブラリー, 1998.9
- 『図解ひと目でわかる「環境ホルモン」ハンドブック』志村岳編著,田辺信介,押尾茂共著 講談社+α文庫 1999.2
- 『生体統御システムと内分泌撹乱』井上達共編. シュプリンガー・フェアラーク東京, 2005.5
- 『内分泌と生命現象』 (シリーズ21世紀の動物科学) 長濱嘉孝共編. 培風館, 2007.7

### 監修
- 『緊急取材!環境ホルモン55の大疑問』監修, 環境ホルモン緊急取材班著. 青春出版社(プレイブックス) , 1998.10
- 『環境ホルモンから子どもたちを守るために これだけは知っておきたい内分泌障害性化学物質の怖さ イラスト解説』監修. 素朴社, 1998.10
- デボラ・キャドバリー『メス化する自然 環境ホルモン汚染の恐怖』古草秀子訳, 監修・解説. 集英社, 1998.2
- 『環境ホルモンの恐怖 人間の生殖を脅かす化学物質』監修, 環境ホルモン汚染を考える会編著. PHP研究所, 1998.5
- 吉田昌史『図解「環境ホルモン」を正しく知る本 2時間でわかる』監修. 中経出版, 1998.8
- 『STOP!環境ホルモン汚染』 (ブックレット21 環境・安全シリーズ) 監修・著, 家庭栄養研究会編. 食べもの通信社, 1999.3
- 『環境ホルモンの最新動向と測定・試験・機器開発』監修. シーエムシー出版, 2003.3
- 『生き物のなぜ?』 (ズバリ答えます!600人の小学生からとどいたたくさんのなぜ?) 監修, ナムーラミチヨ絵. 偕成社, 2007.4

## 論文
- ＜井口泰泉